# Moritz (Zeithain)
Moritz è una frazione del comune tedesco di Zeithain.

## Amministrazione
La frazione di Moritz viene amministrata da un consiglio di frazione (Ortschaftsrat) di 3 membri e da un presidente di frazione (Ortsvorsteher).